# Харчишин Валерій Володимирович
Вале́рій Володи́мирович Харчи́шин (нар. 26 травня 1974, Любар, Житомирська область) — український рок-музикант, лідер рок-гурту «Друга Ріка».

## Життєпис
Валерій Харчишин народився 26 травня 1974 року у місті Любар на Житомирщині в сімʼї Марії Харчишиної та Володимира Харчишина, мав старшого брата Василя Харчишина.
У 1989 році, по закінченню школи, Валерій вступає до Житомирського училища культури та мистецтв імені Івана Огієнка, на відділення духових інструментів.
Закінчивши навчання, починає виступати у складі ансамблю «Льонок», а пізніше співає в «Козацькому хорі». У 1994 році стає директором відомого хорового колективу «Орея» і багато гастролює Європою.
У 1995 році разом з Віктором Скуратовським та Олександром Барановським засновує групу Second River. Валерій став не тільки солістом групи, але й автором переважної більшості текстів та музики гурту. У 1996 році музиканти змінюють назву на «Друга Ріка».
За роки існування група «Друга Ріка» набула статусу однієї із найуспішніших на українській сцені. Якісна музика на студійних записах та в кліпах, що не зникають з екранів ТБ, та справжній рок-н-рольний драйв на концертах, дозволяють їм впевнено утримувати цю позицію.
7 альбомів (альбом «Рекорди» досягнув статусу «золотого» в день виходу), 10 топових синглів, 27 відео, 24 з яких очолили музичні чарти країни. На рахунку ДР участь у великій кількості концертних турів та фестивалів, власний проєкт «Rock'n'Roll saves the world». В рамках проєкту — великі концерти та запис дуетів з російською групою ТОКіО і турецькими рок-музикантами «Mor ve Otesi» (Мор ве Отесі).
У 2007 році Валерій Харчишин потрапляє в дорожню аварію, що на довгий час прикувала його до ліжка. Опісля Валерій сказав:

| "Врешті-решт я розумію, що всі ми ходимо під Богом і це може трапитися з ким завгодно. І я не виняток. Треба жити далі і я дуже хочу жити, хочу творити, мені ще є багато чого сказати. Я щасливий від того, що я живий" |
У 2008 році В. Харчишин стає найкращим вокалістом року за результатами щорічної премії НЕПОПСА. А у 2009 році за результатами Ukrainian Showbiz Awards стає володарем двох бізнес-премій «Hermes Prize» за професіоналізм та високі досягнення у сфері шоубізнесу. Також у 2009 році за рейтингом журналів «Viva!» та «ELLE» Валерій Харчишин стає найпривабливішим та найстильнішим чоловіком країни.
У грудні 2011 року Валерій Харчишин та музиканти «Другої Ріки» з'являються в провокаційному вигляді на обкладинці чоловічого глянцю XXL. Ця зйомка стала особливою для усіх. Адже група ніколи не знімалася в подібних фотосесіях, а журнал вперше за свою 10-літню історію, помістив на обкладинку чоловіче «ню». Через рік група отримує премію від журналу за найкращу обкладинку.
У 2012 році Валерій Харчишин започаткував благодійний марафон «Я БУДУ ЖИТИ» — соціальну акцію в боротьбі з лімфомою. В рамках акції пройшов великий благодійний концерт, в якому беруть участь Океан Ельзи, Бумбокс, С.К.А.Й. та багато інших рок-гуртів. Валерій Харчишин сприяв зйомкам відеоролика та фотопроєкту «Я БУДУ ЖИТИ», мета якого — допомогти виявити хворобу на ранній стадії. Проєкт підтримало безліч небайдужих до страшної проблеми та чужого горя людей. Втілювали ідею в життя музиканти, стилісти, дизайнери, візажисти, представники ЗМІ та багато інших. У зйомках ролика та фотопроєкту брали участь відомі музиканти.
У 2014 році гурт презентував шостий студійний альбом «Supernation». Ця робота стала останньою, над якою працював бас-гітарист Віктор Скуратовський.
25 січня 2018 року гурт «Друга Ріка» представив сьомий студійний альбом «Піраміда». Платівка складається із 9 композицій, робота над якими тривала більше ніж рік. Протягом цього часу 3 пісні було представлено як сингли разом із музичними відео: «Монстр», «Ангел» і Ти є я. Вперше у звучанні гурту можна почути духові інструменти — валторна, труба і тромбон звучать у треках «Секрет» і «Доки я не пішов», а в «Брудний і милий» — цимбали. Кліп на пісню «Секрет» став одним з найпопулярніших у відеографії гурту.
8 березня 2019 року Валерій Харчишин та «Друга Ріка» зіграли сольний концерт у київському Палаці спорту, концерт пройшов з аншлагом, а сам гурт встановив концертний рекорд — зібрав найбільший концертний майданчик країни усього за місяць (на концерті були присутні 8000 людей)

## Особисте життя
Валерій має трьох синів.
Не уявляє свого життя без музики та подорожей, особливо любить бувати в горах і кататися на лижах.
Життєвий принцип Валерія Харчишина: «Не живи вчора, живи сьогодні!».
У травні 2022 року Валерій Харчишин зазначив, що після 13 років стосунків розлучився з дружиною Юлею. За словами Харчишина, вони розійшлися з дружиною ще до початку повномасштабної війни. 

## Дискографія
У складі гурту Друга Ріка
- 2000 — Я є
- 2003 — Два
- 2005 — Рекорди
- 2006 — Денніч
- 2008 — Мода
- 2009 — THE BEST
- 2012 — Metanoia. Part 1
- 2014 — Supernation
- 2017 — Піраміда

## Фільмографія
- 2018 — Легенда Карпат — Олекса Довбуш
- 2019 — Зустріч однокласників — Валєра
- 2021 — Я, Ніна — відомий виконавець (камео)